# أنطونيو كونتي
أنتونيو كونتي (بالإيطالية: Antonio Conte؛ من مواليد 31 يوليو 1969) لاعب كرة قدم إيطالي سابق و‌ وكان مؤخرًا مدربًا لنادي توتنهام هوتسبير الناشط في الدوري الإنجليزي الممتاز.
بدأ مسيرته الكروية مع نادي ليتشي في عام 1985، وشارك معهم حتى عام 1992، ولعب معهم 89 مباراة وسجل هدف واحد، وفي عام 1992 انتقل إلى نادي يوفنتوس، ولعب معهم حتى عام 2004، وشارك معهم في 295 مباراة وسجل 29 هدف. وقد لعب مع منتخب إيطاليا لكرة القدم بين عامي 1994 و2000، وشارك معهم في 20 مباراة وسجل هدفين.
بدأ مسيرته التدريبية في عام 2007 بعدما درب نادي باري، ثم انتقل في موسم 2009-2010 لتدريب نادي أتالانتا لموسمين. بعدما درب نادي سيينا في موسم واحد 2010–2011، وحط الرحال بعدها في نادي يوفنتوس لثلاث مواسم حقق خلالها 3 بطولات دوري والعديد من البطولات المحلية. وقاد كونتي منتخب إيطاليا لكرة القدم، ثم رحل عن الأتزوري ثم درب تشيلسي الإنجليزي وحقق معهم الدوري الإنجليزي وكاس إنجلترا، ثم رحل عن تشيلسي ودرب إنتر ميلان الإيطالي وحقق معهم الدوري، ثُم رحل مع نهاية موسم 2021.
كمدرب، عرف كونتي باستخدام (3-5-2)، باستخدام اثنين من المهاجمين المدعومين من قبل لاعب خط وسط مهاجم ولاعبي وسط في المحور وثلاث مدافعين في الخلف مع لاعبين فقط على الأطراف.

## مسيرته التدريبية

### البدايات
و في موسم 2005/2006 أصبح مساعدا لمدرب نادي سيينا، وفي عام 2006 درب نادي أريتسو ثم انتقل لتدريب نادي باري ومنه إلى تدرب نادي أتالانتا وبعد ذلك قام بتدريب نادي سيينا في الدرجة الثانية ونجح معهم في التأهل لدوري الدرجة الأولى.

### يوفنتوس
وفي 22 مايو 2011 بدأ بتدريب نادي يوفنتوس وحقق منذ موسمه الأول كمدرب للفريق بطولة الدوري (الاسكوديتو) من دون أي خسارة كسابقة تاريخية منذ أن أصبح عدد فرق الدوري الإيطالي 20 فريقاً وعاد بالفريق لمنصة البطولات بعد 6 سنين عجاف قضاها النادي. انتهى موسم 2011-2012 بتمديد عقد أنتونيو كونتي إلى عام 2016.
وفي موسم 2012 -2013 حافظ أنتونيو كونتي على لقبه بطلا للدوري الإيطالي بعد إنهائه للبطولة على رأس الجدول متقدما بـ 9 نقاط عن أقرب ملاحقيه نادي نابولي وقد سجل الفريق 71 هدف وتلقى 24 هدف كأقوى خط دفاع وثاني أقوى خط هجوم مسجلا 27 حالة فوز و6 تعادلات و5 هزائم منها خسارتان أم سامبدوريا ذهابا وإيابا ليحقق لقبه الـ29 رسميا والـ31 عند الجماهير التي احتفلت بحمل الرقم 31 نهاية الموسم. وفي موسمه الثالث مع الفريق قاد المدرب الإيطالي الشاب أنتونيو كونتي فريقه لتحقيق اللقب الثالث تواليا برقم قياسي بلغ الـ 102 نقطة كأعلى رقم في تاريخ الدوريات الأوروبية الخمس الكبرى قبل أن يعلن عن تركه للفريق نهاية الموسم.

### تشيلسي
في 4 أبريل 2016 تم تأكيد انتقال أنطونيو كونتي لتدريب نادي تشيلسي الإنجليزي بعقد لمدة 3 سنوات، ويصبح المدرب الرسمي للفريق خلفاً للهولندي غوس هيدينك.

### توتنهام هوتسبير
أعلن توتنهام هوتسبير عن تعيين أنطونيو كونتي كمدرب للفريق يوم 2 نوفمبر 2021 بعد إقالة نونو إسبيريتو سانتو بيوم واحد. وقع كونتي على عقد سيمتد حتى صيف 2023، مع وجود خيار للتمديد.

## الإحصائيات كمدرب
آخر تحديث آخر مبارة لُعِبتْ في 29 مارس 2016.
| الفريق        | البلد   | من             | إلى            | مباريات | مباريات | مباريات | مباريات | مباريات |
| الفريق        | البلد   | من             | إلى            | درّب     | ربح     | تعادل   | خسر     | ربح %   |
| ------------- | ------- | -------------- | -------------- | ------- | ------- | ------- | ------- | ------- |
| نادي آريزو    | إيطاليا | يوليو 2006     | 31 أكتوبر 2006 | 12      | 3       | 5       | 4       | 025٫00  |
| نادي آريزو    | إيطاليا | 13 مارس 2007   | يونيو 2007     | 14      | 6       | 4       | 4       | 042٫86  |
| نادي باري     | إيطاليا | 27 ديسمبر 2007 | 23 يونيو 2009  | 67      | 32      | 20      | 15      | 047٫76  |
| نادي أتالانتا | إيطاليا | 21 يبتمبر 2009 | 7 أغسطس 2010   | 14      | 3       | 4       | 7       | 021٫43  |
| نادي سيينا    | إيطاليا | 1 يوليو 2010   | 21 مايو 2011   | 44      | 22      | 14      | 8       | 050٫00  |
| يوفنتوس       | إيطاليا | 22 مايو 2011   | 15 يوليو 2014  | 151     | 102     | 34      | 15      | 067٫55  |
| منتخب إيطاليا | إيطاليا | 14 أغسطس 2014  | 2016           | 18      | 9       | 6       | 3       | 050٫00  |
| تشيلسي        | إنجلترا | 2016           |                | 0       | 0       | 0       | 0       | —       |
| المجموع       | المجموع | المجموع        | المجموع        | 320     | 177     | 87      | 56      | 055٫31  |

## روابط خارجية
- أنطونيو كونتي على موقع IMDb (الإنجليزية)
- أنطونيو كونتي على موقع الاتحاد الدولي (مؤرشف)  (الإنجليزية)
- أنطونيو كونتي على موقع الاتحاد الأوربي (الإنجليزية)
- أنطونيو كونتي على موقع قاعدة بيانات كرة القدم.إي يو (الإنجليزية)
- أنطونيو كونتي على موقع بيانات كرة القدم. دي إي (الألمانية)
- أنطونيو كونتي على موقع ليكيب (الفرنسية)
- أنطونيو كونتي على موقع ناشيونال فوتبول تيمز (الإنجليزية)
- أنطونيو كونتي على موقع Soccerbase.com (مدرب) (الإنجليزية)
- أنطونيو كونتي على موقع Soccerway.com (الإنجليزية)
- أنطونيو كونتي على موقع عالم كرة القدم.نت (الإنجليزية)